# Ilha do Diabo
A Ilha do Diabo (em francês Île du Diable) é uma ilha da Guiana Francesa que faz parte das chamadas Ilhas da Salvação. Até 1946 era uma colônia penal francesa onde os presos considerados mais perigosos cumpriam pena. Para o governo francês, o território servia para punir os prisioneiros da pior forma possível: isolados, confinados num lugar de difícil acesso, os homens que ficavam ali presos dificilmente conseguiam escapar, já que a ilha é de difícil acesso, em virtude de seus penhascos, e suas águas são infestadas de tubarões.
O livro Papillon, de Henri Charrière, mais tarde transformado em filme em 1973, retratou o cotidiano desses condenados e o tratamento brutal ao qual eram submetidos. O livro conta a famosa fuga de Papillon em 1935.
Além disso, a Guiana Francesa serviu de território para onde eram mandados os inimigos políticos dos conturbados anos do pós-Revolução Francesa. Lá viveram no exílio alguns grandes nomes do período, como Billaud-Varrennes e Collot d'Herbois.
Atualmente, um destino mais brando tem sido dado à Ilha do Diabo, o de paraíso para o ecoturismo, numa tentativa de aproveitar a pródiga natureza insular.